# El Botija
El Botija, cuyo verdadero nombre es Gordon Botija y Aguado Pompa y Pompa (aunque en un sketch afirmó llamarse "Boti" y apellidarse "Ja") es un personaje ficticio del sketch Los Caquitos, creado por Roberto Gómez Bolaños Chespirito. Fue interpretado por Édgar Vivar. 
El Botija apareció en el episodio Las Islas Marías perteneciente al sketch de Los Caquitos en 1974 como entremés en el Chavo del 8 y algunos episodios de El Chapulín Colorado, como un enemigo de dicho personaje, en ocasiones actuando por su cuenta, o como parte de la banda de gánsteres integrada por El Cuajináis, El Tripa Seca y La Minina.
En 1980, sin la presencia de Ramón Valdés que interpretaba al personaje El Peterete, Édgar Vivar retoma su papel de El Botija, pero ahora como compañero de El Chómpiras en Los Caquitos. La trama invariablemente mostraba a El Botija y El Chómpiras intentando robar una casa o asaltar a alguien, pero fallando en el intento por la torpeza de ambos y principalmente por la ingenuidad de El Chómpiras. Al igual que El Peterete, cuando El Botija se enojaba con El Chómpiras (generalmente por alguna torpeza que ponía a ambos en problemas), le quitaba la boina, se la daba para que la sostuviera, lo peinaba y le propinaba una cachetada que lo hacía dar vueltas y lo dejaba entorpecido momentáneamente, para luego amenazarlo con alguna agresión que nunca llevaba a cabo, todas ellas comenzando con las palabras "Y la próxima vez...", por ejemplo: "Y la próxima vez, ¡¡te saco las amígdalas con la mano y sin anestesia!!", es en una de esas ocasiones cuando menciona que tiene una hermana al parecer conocida también por el Chómpiras.
Se sumó también el personaje de La Chimoltrufia, interpretado por Florinda Meza, quien comenzó como novia de El Botija y luego como su esposa.

## Cameos, prototipos y apariciones fuera del sketch Los Caquitos
- El Botija tuvo un prototipo en el episodio "Las Islas Marías" de 1974. Ésta sería la única vez que interactuó con el Peterete (aunque sea un prototipo)
- En el episodio "Y de salud, ¿cómo anda el muerto?" de 1977 aparece un asesino con el mismo nombre que él, Botija.
- En los episodios del Chapulín Colorado "Dinero llama a dinero, pero también al ratero" de 1978 y "Bebe de carne sin hueso" de 1979 un prototipo como un ratero (ladrón).
- En los episodios "La que nace pa' Cleopatra no pasa de Julio César" y "Hay que explotar el negocio" de 1979, aparece un bandido con el mismo nombre del Botija.
- En "El disfraz, el antifaz y algo más", una vez hizo el intento de hacer un contrabando en una fiesta de disfraces disfrazado de Santa Claus, pero aparece un invitado disfrazado de Chapulín Colorado para detenerlo.
- En el episodio del Chavo Animado, "Esas llantitas, Señor Barriga", aparece de cameo en un letrero que dice "Se hacen Talachas", al lado del Chómpiras.
- En un episodio de El Chapulín Colorado Animado cómo el chofer de un camión.